# Elvira Giallanella
Elvira Giallanella (Roma, 10 luglio 1885 – Roma, 15 settembre 1965) è stata una regista cinematografica e produttrice cinematografica italiana, distributrice di pellicole cinematografiche negli anni Dieci del Novecento insieme ad Aldo Molinari, con cui ha gestito la società di produzione cinematografica Vera Film, nel 1919 ha scritto e diretto il film Umanità.

## Biografia
Elvira Giallanella è nata a Roma il 10 luglio 1885, figlia primogenita di Rocco Giallanella e di Maria Maddalena Mecucci. Unica sopravvissuta delle sue due sorelle: la più giovane, Genoveffa, morì appena in fasce, mentre la secondogenita, Olinda, nata nel 1889, morì a 26 anni di malattia polmonare, nell'agosto 1915, dopo un solo anno di matrimonio e dopo aver messo al mondo una figlia, Liana, nata il 20 marzo 1915. Elvira si legò molto alla nipote Liana, con la quale visse per un lungo periodo in età matura (entrambe le donne non si sono mai sposate).
Negli anni Dieci Elvira Giallanella iniziò a occuparsi di cinema come segretaria in una casa di produzione e distribuzione cinematografica, la Vera film, insieme ad Aldo Molinari. Alla fine del 1919 Elvira inizia a girare il suo primo (e probabilmente unico) film: Umanità. Si tratta di un film pacifista, realizzato a basso budget con due bambini come interpreti, e in parte girato tra Gorizia e il Carso, nei luoghi dove si era da poco finito di combattere la prima guerra mondiale. Le notizie su tutti i giornali specialistici dicono che Giallanella ha fondato una nuova casa di produzione, la Liana Films, con l'intento di “realizzare film per bambini in cui i bambini stessi fossero protagonisti".
Tuttavia le cose non sembrano andare secondo i piani di Elvira. Fatica a posizionare il suo film sul mercato e con il passare dei mesi le pubblicità diminuiscono fino a sparire del tutto. 
Restano molti dubbi e supposizioni sulla storia produttiva e distributiva di questo film: in tutti gli articoli d'epoca, per esempio, non compare mai il titolo Umanità, e il film è sempre designato con il nome del suo protagonista, Tranquillino, come se il titolo del poemetto da cui è tratto, Tranquillino dopo la guerra vuol fare il mondo nuovo, fosse maggiormente conosciuto.
Storia di sogni irrealizzati, la storia di Elvira Giallanella è anche una storia femminile: la sua figura sta recentemente suscitando un grande interesse, in tutto il mondo si è potuto vedere il suo film, restaurato grazie all'interessamento di alcune studiose di storia del cinema italiane, che lo hanno riscoperto negli archivi della Cineteca Nazionale di Roma, al contributo dell'Associazione Orlando di Bologna e al restauro effettuato dalla Cineteca Nazionale stessa.
Dopo il 1920 finisce la vicenda cinematografica di Elvira Giallanella. Poche sono le informazioni biografiche sui decenni successivi (tutte per lo più tratte dagli archivi anagrafici). Facile supporre che – una volta ritirata dal mondo del cinema – Elvira abbia condotto una vita appartata, nella sua casa in Roma, dove ha vissuto, senza mai essersi sposata, fino quasi alla sua morte. Negli ultimi mesi della sua vita, la donna, ormai ottantenne, e malata gravemente, fu ricoverata presso l'Istituto delle suore della Divina Provvidenza. Elvira è morta il 15 settembre 1965. La sua tomba si trova accanto a quella della nipote Liana (morta nel 1999) nel cimitero del Verano di Roma.

## Il filmUmanità
Umanità narra la storia fantastica di due bambini rimasti soli sul pianeta Terra, dopo una terribile catastrofe che ha distrutto il genere umano.
Il soggetto è tratto dal racconto Tranquillino dopo la guerra vuol creare il mondo… nuovo, un poemetto in rima per ragazzi scritto da Vittorio Emanuele Bravetta e illustrato da Golia, pubblicato nel 1915.
Giallanella adatta la semplice trama del poemetto arricchendola soprattutto all'inizio e alla fine con un contesto storico contemporaneo (il poema era del '15 mentre ora siamo dopo la fine della guerra) e con un augurio di pace duratura fondata sulla solidarietà e sul benessere. La storia è quella di due bambini unici superstiti a una catastrofe che ha distrutto l'umanità che, accompagnati come in un contesto fiabesco da uno gnomo, si aggirano fra le macerie della società e si scoprono impotenti a qualsiasi tentativo di ricostruire il mondo perché i segni di violenza e di distruzione sono sparsi ovunque, e anche dentro di loro vi è una istintiva propensione alla violenza, per cui il maschietto, Tranquillino, nonostante la buona volontà si ritrova a fare più che altro dei danni. Sirenetta, la bambina, protagonista del racconto, è con buone probabilità la stessa Liana, nipote della regista. Il finale del film presenta scene di tipo documentaristico in cui si vedono persone al lavoro in contesti diversi: fabbriche, lavoro nei campi, trattori, miniere; mentre le didascalie lanciano una serie di messaggi che sembrano quasi degli slogan: “lavoro per ognuno- pane per tutti- ozio per nessuno”; “volontà, sacrifici, fede riconducono la prosperità e il benessere”; “i popoli hanno il bene che sanno conquistare con la 
loro virtù, non con la violenza”; “pacificare in un grande tentativo di bene le masse umane, ecco il problema”. Alla fine, come in un'apoteosi, appare Gesù Cristo seguito da molti bambini e la didascalia recita: “sacrificarsi per un ideale di umanità, non uccidere i propri fratelli”. Queste immagini finali sono un inno al lavoro che pacifica in una sorta di commistione fra ideali socialisti e cristiani, che vede molte donne protagoniste di un tentativo di ricostruire una sorta di continuità fra idee di fratellanza e uguaglianza dei primi cristiani e quelle socialiste.

## Filmografia

### Regia e sceneggiatura
Umanità - cortometraggio (1919)